# Krownice
Krownice – część wsi Pustków położona  w Polsce, w województwie podkarpackim, w powiecie dębickim, w gminie Dębica stanowiące odrębne sołectwo o nazwie Pustków Krownice.
Wieś w powiecie pilzneńskim w województwie sandomierskim w XVI wieku była własnością kasztelana  rozpierskiego Mikołaja Przedbora Koniecpolskiego. W latach 1975–1998 miejscowość położona była w województwie tarnowskim.